# Yao, Osaka
Yao (japanska: 八尾市?, Yao-shi) är en stad i Osaka prefektur i Japan. Staden fick stadsrättigheter 1948 och 
har sedan 2001
status som speciell stad
(japanska: 特例市?, Tokureishi) enligt lagen om lokalt självstyre.